# Sophie Hulme

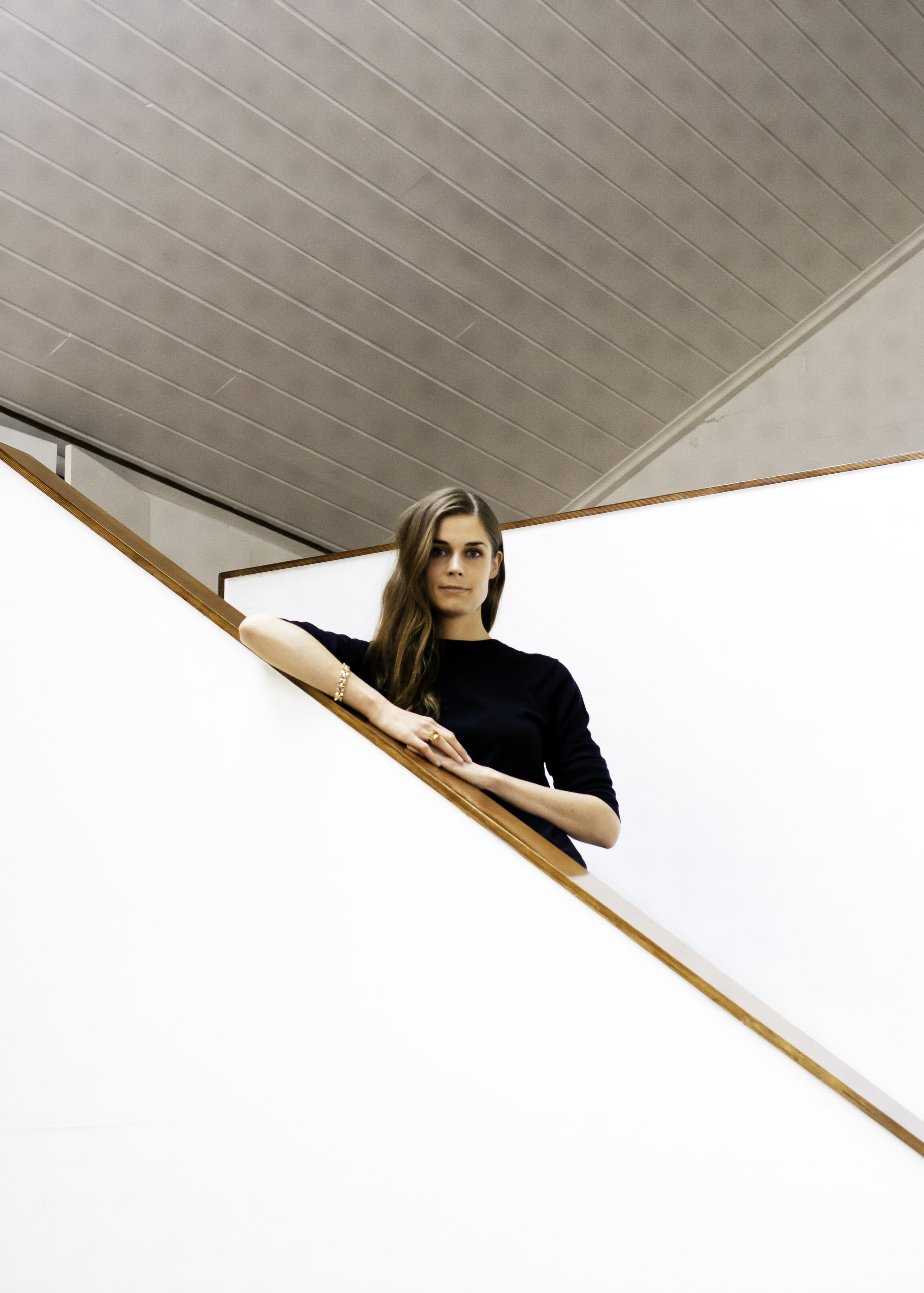
Sophie Hulme

Sophie Hulme ist eine britische Mode- und Accessoire-Designerin, die nach ihrem Abschluss an der Kingston University 2007 ihr eigenes, namensgleiches Label gründete.

## Werdegang
Sophie Hulme ist in London aufgewachsen, lebt und arbeitet heute aber in Islington, im Norden von London. Für ihre Abschlusskollektion erhielt sie den Preis Student of the Year and Best Collection 2007. Ebendiese preisgekrönte Kollektion wurde von der Kaufhauskette Selfridges gekauft. 2012 erhielt sie mit dem British Fashion Award for Emerging Talent – Accessoires eine weitere Auszeichnung, den in den Jahren zuvor Tabitha Simmons und Nicholas Kirkwood gewannen. Sophie Hulme ist auf der Londoner Fashion Week vertreten und hat zwei Showrooms, je einen in Paris und London. Sie arbeitet außerdem an Projekten mit weltweit bekannten Firmen wie J.Crew, Absolut Vodka und Globe-Trotter zusammen.

## Entwürfe
Besonders bekannt ist Sophie Hulme für ihre Accessoires. Im Speziellen ist dies die Armour Tote Bag, die aufgrund ihrer Beliebtheit jede Saison aufs Neue Bestandteil ihrer Kollektionen ist. Das Label setzt auf hohe Qualität, alle Stücke werden in Großbritannien handgefertigt.